# Djorkaeff Reasco
Djorkaeff Néicer Reasco González (n. Quito, Ecuador; 18 de enero de 1999) es un futbolista ecuatoriano. Juega de delantero y su equipo actual es El Nacional de la Serie A de Ecuador.

## Trayectoria

### Liga Deportiva Universitaria
Empezó su carrera futbolística en el equipo capitalino en el año 2011, se formó e hizo todas las formativas en Liga Deportiva Universitaria, la sub-14, la sub-16, la sub-18 y la sub-20 en 2016. Tuvo un paso en las juveniles del Club Deportivo Clan Juvenil en 2012, en esa época el equipo sangolquileño disputaba la Segunda Categoría de Pichincha.
De a poco fue siendo convocado para concentrar con el equipo principal de Liga, bajo el mando de Álex Aguinaga debutó en el primer equipo en la máxima categoría del fútbol ecuatoriano el 12 de noviembre de 2016, en el partido de la fecha 18 de la segunda etapa 2016 ante Fuerza Amarilla Sporting Club, entró al cambio aquel partido por Daniel Angulo en el minuto 62, el juego terminó en empate 1-1, además en el mismo encuentro Djorkaeff fue expulsado con roja directa a los 87 minutos. Marcó su primer gol en la Serie A el 2 de diciembre de 2017 en la fecha 21 de la segunda etapa, convirtió el tercer gol con el que Liga venció a Deportivo Cuenca como visitante por 1-3.
Con la camiseta de Liga en 2018 consiguió el título de campeón del torneo ecuatoriano de fútbol, colaborando con una asistencia clave para el gol de Juan Anangonó en el partido ante Emelec, lo que permitió un triunfo importante en las aspiraciones del cuadro albo. Fue campeón de la primera edición de la Copa Ecuador y en la temporada 2019 fue subcampeón de la LigaPro Banco Pichincha. Ha formado parte de algunos procesos de las selecciones juveniles de Ecuador.
También en Liga ha estado convocado a varios partidos de torneos internacionales de la Copa Libertadores y Sudamericana.
Para la temporada 2021 regresa al equipo universitario.

### Dorados de Sinaloa
En enero de 2020 fue cedido a préstamo por un año con opción de compra al Dorados de Sinaloa de la Liga de Ascenso de México, siendo esta su primera experiencia internacional.

### Newell's Old Boys
El 10 de febrero de 2022 se confirmó su traspaso al Club Atlético Newell's Old Boys, equipo de la Primera División de Argentina que adquirió el 50% sus los derechos federativos por tres años.

### Instituto de Córdoba
El 29 de agosto de 2023 se confirmó su traspaso al Instituto Atlético Central Córdoba, también de la Primera División de Argentina. El club cordobés informó en sus redes: "por medio del acuerdo firmado con la entidad de Newell’s, se realizó una cesión con cargo y de forma definitiva los derechos federativos y el 20% de los derechos económicos sobre el pase del jugador, formalizando un vínculo contractual hasta diciembre del 2026. No obstante en diciembre del 2024, Newell’s podrá hacer uso de la cláusula de recompra, en caso que Instituto decida no adquirir el 30% restante que posee la Lepra."

## Selección nacional
El 14 de noviembre de 2022 fue incluido en la lista final para la Copa Mundial Catar 2022.

### Participaciones en Copas Mundiales
| Mundial              | Sede  | Resultado      | Partidos | Goles |
| -------------------- | ----- | -------------- | -------- | ----- |
| Copa Mundial de 2022 | Catar | Fase de grupos | 1        | 0     |

### Participaciones en eliminatorias
| Eliminatorias      | Sede            | Resultado   | Partidos | Goles |
| ------------------ | --------------- | ----------- | -------- | ----- |
| Eliminatorias 2022 | América del Sur | Clasificado | 1        | 0     |

### Partidos internacionales
Actualizado al último partido jugado el 29 de noviembre de 2022.
| \| N.° \| Fecha \| Ciudad \| Rival \| Resultado \| Resultado \| Competencia \| \| --- \| ------------------------ \| ---------- \| --------- \| --------- \| --------- \| ----------------------------------- \| \| 1. \| 27 de octubre de 2021 \| Charlotte \| México \| 3-2 \| Victoria \| Amistoso \| \| 2. \| 11 de noviembre de 2021 \| Quito \| Venezuela \| 1-0 \| Victoria \| Eliminatorias al Mundial Catar 2022 \| \| 3. \| 27 de septiembre de 2022 \| Düsseldorf \| Japón \| 0-0 \| Empate \| Amistoso \| \| 4. \| 12 de noviembre de 2022 \| Madrid \| Irak \| 0-0 \| Empate \| Amistoso \| \| 5. \| 29 de noviembre de 2022 \| Rayán \| Senegal \| 1-2 \| Derrota \| Mundial Catar 2022 \| |                          |            |           |           |           |                                     |
| N.° | Fecha                    | Ciudad     | Rival     | Resultado | Resultado | Competencia                         |
| 1. | 27 de octubre de 2021    | Charlotte  | México    | 3-2       | Victoria  | Amistoso                            |
| 2. | 11 de noviembre de 2021  | Quito      | Venezuela | 1-0       | Victoria  | Eliminatorias al Mundial Catar 2022 |
| 3. | 27 de septiembre de 2022 | Düsseldorf | Japón     | 0-0       | Empate    | Amistoso                            |
| 4. | 12 de noviembre de 2022  | Madrid     | Irak      | 0-0       | Empate    | Amistoso                            |
| 5. | 29 de noviembre de 2022  | Rayán      | Senegal   | 1-2       | Derrota   | Mundial Catar 2022                  |

## Estadísticas

### Clubes
Actualizado al último partido jugado el 15 de agosto de 2025.
| Club                                   | Div.          | Temporada     | Liga  | Liga  | Copas nacionales | Copas nacionales | Copas internacionales | Copas internacionales | Total | Total |
| Club                                   | Div.          | Temporada     | Part. | Goles | Part.            | Goles            | Part.                 | Goles                 | Part. | Goles |
| -------------------------------------- | ------------- | ------------- | ----- | ----- | ---------------- | ---------------- | --------------------- | --------------------- | ----- | ----- |
| Liga Deportiva Universitaria · Ecuador | 1.ª           | 2016          | 1     | 0     | Inexistentes     | Inexistentes     | Inexistentes          | Inexistentes          | 1     | 0     |
| Liga Deportiva Universitaria · Ecuador | 1.ª           | 2017          | 7     | 2     | Inexistentes     | Inexistentes     | Inexistentes          | Inexistentes          | 7     | 2     |
| Liga Deportiva Universitaria · Ecuador | 1.ª           | 2018          | 5     | 0     | Inexistentes     | Inexistentes     | 0                     | 0                     | 5     | 0     |
| Liga Deportiva Universitaria · Ecuador | 1.ª           | 2019          | 0     | 0     | 1                | 0                | 0                     | 0                     | 1     | 0     |
| Liga Deportiva Universitaria · Ecuador | 1.ª           | 2021          | 19    | 7     | 1                | 0                | 4                     | 1                     | 24    | 8     |
| Liga Deportiva Universitaria · Ecuador | Total club    | Total club    | 32    | 9     | 2                | 0                | 4                     | 1                     | 38    | 10    |
| Dorados de Sinaloa · México            | 2.ª           | 2020-C        | 4     | 0     | 1                | 0                | Inexistentes          | Inexistentes          | 5     | 0     |
| Dorados de Sinaloa · México            | 2.ª           | 2020-A        | 9     | 1     | 0                | 0                | Inexistentes          | Inexistentes          | 9     | 1     |
| Dorados de Sinaloa · México            | Total club    | Total club    | 13    | 1     | 1                | 0                | 0                     | 0                     | 14    | 1     |
| C. A. Newell's Old Boys Argentina      | 1.ª           | 2022          | 21    | 2     | 0                | 0                | Inexistentes          | Inexistentes          | 21    | 2     |
| C. A. Newell's Old Boys Argentina      | 1.ª           | 2023          | 18    | 1     | 1                | 0                | 6                     | 1                     | 25    | 2     |
| C. A. Newell's Old Boys Argentina      | Total club    | Total club    | 39    | 3     | 1                | 0                | 6                     | 1                     | 46    | 4     |
| Instituto A. C. C. Argentina           | 1.ª           | 2023          | 3     | 0     | 0                | 0                | Inexistentes          | Inexistentes          | 3     | 0     |
| Instituto A. C. C. Argentina           | Total club    | Total club    | 3     | 0     | 0                | 0                | 0                     | 0                     | 3     | 0     |
| Barcelona S. C. · Ecuador              | 1.ª           | 2024          | 14    | 1     | 1                | 0                | 4                     | 0                     | 19    | 1     |
| Barcelona S. C. · Ecuador              | Total club    | Total club    | 14    | 1     | 1                | 0                | 4                     | 0                     | 19    | 1     |
| El Nacional · Ecuador                  | 1.ª           | 2025          | 18    | 9     | 1                | 1                | 0                     | 0                     | 19    | 10    |
| El Nacional · Ecuador                  | Total club    | Total club    | 18    | 9     | 1                | 1                | 0                     | 0                     | 19    | 10    |
| Total carrera                          | Total carrera | Total carrera | 119   | 23    | 6                | 1                | 14                    | 2                     | 139   | 26    |
| 1. 2. 3.                               |               |               |       |       |                  |                  |                       |                       |       |       |

## Palmarés

### Campeonatos nacionales
| Título               | Club                         | Año  |
| -------------------- | ---------------------------- | ---- |
| Serie A de Ecuador   | Liga Deportiva Universitaria | 2018 |
| Copa Ecuador         | Liga Deportiva Universitaria | 2019 |
| Supercopa de Ecuador | Liga Deportiva Universitaria | 2021 |

## Vida personal
Es hijo del histórico jugador de Liga, Néicer Reasco. El 12 de noviembre de 2016, Djorkaeff y su padre Néicer jugaron un puñado de minutos ante Fuerza Amarilla, porque el delantero juvenil fue expulsado por una fuerte entrada contra Stiven Zamora. En el fútbol ecuatoriano existen varios antecedente de padres e hijos que han compartido minutos en el campo de juego. Previamente hay registros de jugadores como Carlos Javier Caicedo y Romario Caicedo en Olmedo de Riobamba, José Francisco Cevallos y José Cevallos Enríquez en Liga.